# Signoreta victorina
Signoreta victorina är en insektsart som beskrevs av Vladimir M. Gnezdilov och Thierry Bourgoin 2009. Signoreta victorina ingår i släktet Signoreta och familjen Caliscelidae.
Artens utbredningsområde är Madagaskar. Inga underarter finns listade i Catalogue of Life.